# دبلیو. هوارد گرین
ویلیام هوارد گرین (به انگلیسی: William Howard Greene) فیلمبردار آمریکایی سینمای هالیوود.
وی فیلمبردار بیشتر فیلم‌های اولیه تاریخ سینماست که به صورت سیستم رنگی تکنی کالر فیلمبرداری شده‌است و از جمله آثار وی می‌توان به شبح اپرا اشاره نمود.